# 硬盘盒

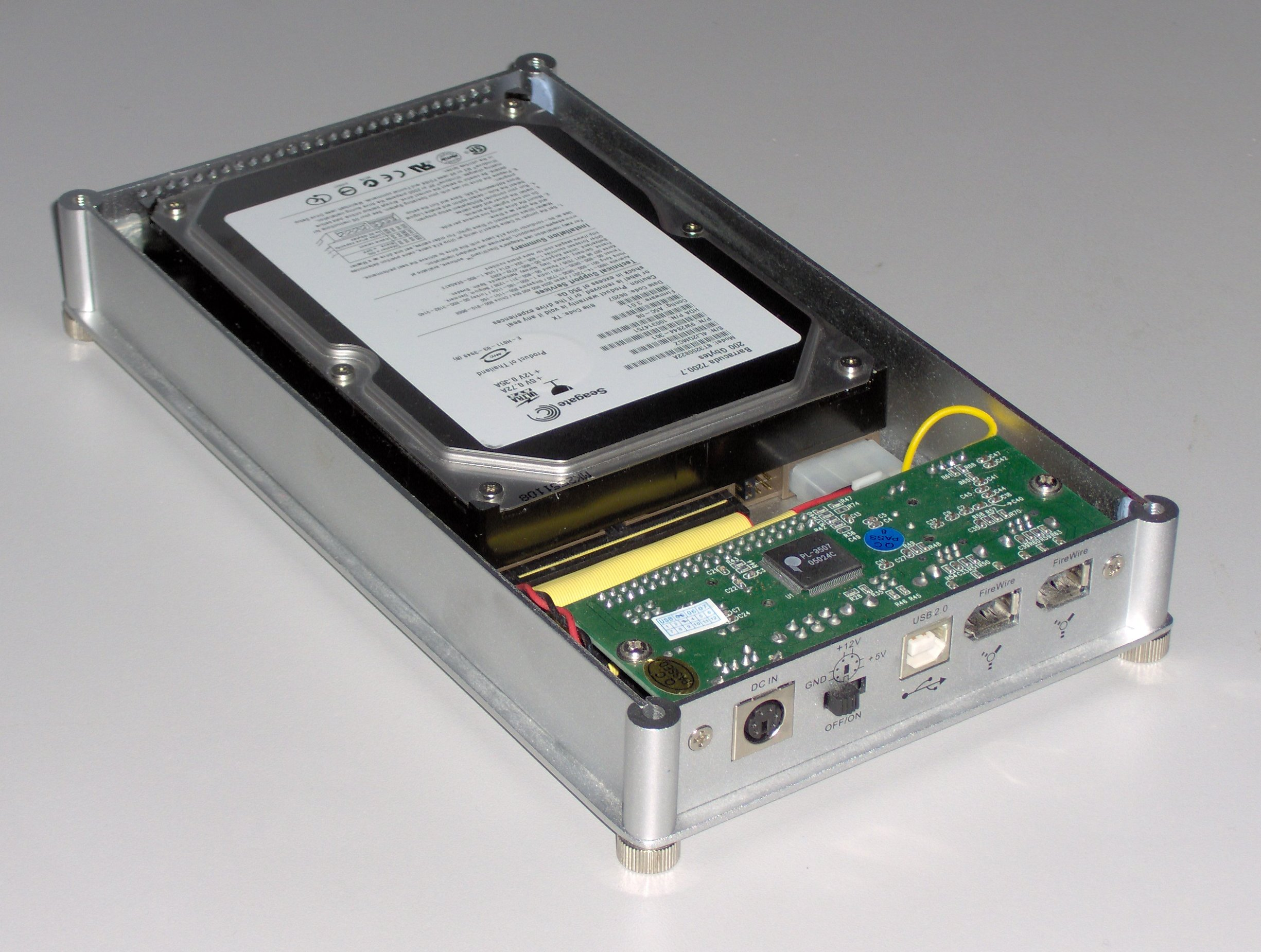
USB+雙FireWire硬碟盒，已安裝IDE硬碟

硬盘盒（Disk enclosure，又稱硬碟外接盒）是一种计算机设备，内部容纳硬盘并供电驱动，外部提供USB或Firewire等数据接口以和计算机连接。

## 构成
硬盘盒有壳体，数据接口转换芯片组，数据线，与电源部分构成。
- 壳体——为硬盘或者光驱提供物理上的保护，如减震，防尘，屏蔽电磁干扰等
- 芯片组——负责数据传输与转换，将硬盘盒外部接口介面接受数据转为内部接口，传输给硬盘
- 数据线——由芯片组决定接口，如Firewire/IEEE 1394，并口，或是最流行的USB。
- 电源——对于2.5寸硬盘来说，更多选择从USB口取电；而3.5寸硬盘不得不增加一个外部电源适配器，提供硬盘需要的Molex接口供电。

## USB芯片组
芯片组可以看作是硬盘盒的心脏，直接决定了硬盘盒的传输性能。目前市面上主流的USB3.0控制芯片都来自台湾、美国和日本，其中台湾的创惟科技（Genesys Logic），扬智科技（ALi），美国的Cypress，日本的NEC，是公认的几大供应商。他们的芯片质量和稳定性都较为出色的。
在众多芯片中，中高端的主要有美国Cypress的ISD300A1、CY7C68300A 、CY7C6830310，台湾扬智科技的ALi M5642， 日本NEC的μPD720130、μPD720133，世纪民生的CS8818G、台湾创惟科技GL811E。
而低端的芯片组主要以台湾创惟科技GL811（与上面的811E有区别）、PL250X系列最为常见，另外安国科技的AU6390也是最近采用较多的一款低价格芯片。

## 种类
硬盘盒主要按物理大小划分：
- 2.5英寸——容纳笔记本硬盘

電腦配件圖中，15是硬碟盒

- 3.5英寸——容纳台式机的3.5英寸硬盘，需要额外供电
- 5.25英寸——容纳光驱或刻录机

也可以按硬盘盒外部接口划分：
- USB
- Firewire
- 并行端口
- eSATA

内部接口：
- Parallel ATA/IDE
- SATA

硬盘盒选购需注意以上区别，以免购买无法使用产品。

## 衍生产品

### 易驱
市面上有销售不带壳子的产品，称为易驱。产品仅包括一根转换接口的数据线。

### 数码伴侣
一类特殊的硬盘盒，除了硬盘盒本身的功能外，还具有读卡器与屏幕，可以在无需电脑的情况下，将存储卡中的内容传输到硬盘中。
该产品解决一些摄影者旅游外拍，卡容量不足的窘境。存储卡单位容量价格不如硬盘低廉，故使用硬盘来存储大量照片是较划算的选择。
有些数码伴侣还有影音功能，甚至有GPS导航能力。